# Evio di Marzo
Evio Di Marzo Migani (Roma, Italia; 23 de mayo de 1954 - Caracas, Venezuela; 28 de mayo de 2018) fue un músico, compositor e intérprete venezolano. Hijo de padres italianos y hermano del también cantautor Yordano. Fundador del grupo Adrenalina Caribe, referencia de la música vanguardista de los años 80 en Venezuela.

## Biografía
Antropólogo de profesión (1980) y músico de vocación, estudió de manera independiente (Gerry Weil fue su único maestro de música reconocido) pero más por su talento, oído natural y disposición a la música.
A los 11 años de edad comienza tocar batería. Su vida de preadolescente es un continuo seguimiento de Evio con su hermano mayor, Yordano, tres años mayor, del cual recibe las más fuertes influencias.
A los 13 años comienza a participar con su hermano Yordano, en una banda llamada «Ford Rojo 1954», cuyo líder y cantante era su hermano. En aquel tiempo integraron el grupo músicos de la talla de Vinicio Ludovic, Alejandro Blanco Uribe, Miguel Barrios, entre otros, estudiantes todos de la Facultad de Arquitectura de la Universidad Central de Venezuela.
Al salir varios de ellos, (1978) el grupo cambia su nombre a «Sietecueros», Yordano y Evio (en la batería, los coros y alguna composición) quedan, y entran a formar parte importante, Alberto Slezinger (Daiquirí, posteriormente), Alberto Borregales (timbal), y Rafael Figliuolo (bajo), que queda luego de la salida de Danilo Aponte (bajo) y José «Totoño» Blanco (tumbadoras).
Evio ya conocía a Orlando Poleo (tumbadoras), actualmente residenciado en París, Francia, y comienza (1978-79) a formar, junto a Orlando y a otros músicos de Sarría, parroquia La Candelaria, lo que sería la futura banda que identifica a Evio en la historia de la música popular venezolana de los años 1980: Adrenalina Caribe.
Entre 1988 y 1991 dio clases en la Escuela de Sociología de la UCV como antropólogo de una materia optativa denominada «Concepto de Muerte y Desarrollo Tecnológico estudios de Antropología de La Muerte».
Participó en grabaciones de discos, musicales y otros, como músico y cantante (guitarra 12 cuerdas-batería), para otros colegas (Enrique La Fontaine/Colina, entre otros) y para televisión.
Por el año de 1990, Evio conoce el islam y descubre que siempre ha sido musulmán, dedicándose a su estudio y observación permanente.
Posteriormente se hace simpatizante del chavismo; sin embargo, después de la muerte de Hugo Chávez se hace crítico del Gobierno de Nicolás Maduro.
Cantaba esporádicamente, con su grupo Kinteto Zalvaje, de reciente formación (1999), o con Adrenalina Caribe.

### Asesinato
Evio Di Marzo, cantautor venezolano y hermano de Yordano, fue asesinado en las adyacencias de Bellas Artes, parroquia La Candelaria en el municipio Libertador de Caracas cuando se trasladaba en su vehículo Chevrolet Aveo color Arena, sujetos lo interceptaron para robarle el carro pero se resiste al robo y los antisociales le disparan. Al resultar herido choca su vehículo, fue trasladado al Hospital Pérez Carreño donde ingresó sin signos vitales. Murió tras recibir un disparo en un espacio intercostal izquierdo.

## Discografía
- 1978 Rojo Sangre - Siete Cueros  (Velvet)
- 1982 Pico y Pala (Mucer-Discomoda)
- 1985 Adrenalina Caribe (Sonográfica)
- 1987 Evio Di Marzo - Adrenalina Caribe (Sonográfica)
- 1990 Bio Bio (Sonográfica)